# Sadowoje (Kałmucja)
Sadowoje (ros. Садовое) – osiedle typu miejskiego w południowej Rosji, na terenie wchodzącej w skład tego państwa Republiki Kałmucji, w południowo-wschodnim skrawku kontynentu europejskiego.
Miejscowość liczy 6,5 tys. mieszkańców (2002 r.).